# Patruljna ladja Triglav
Za druga plovila z istim imenom glejte Triglav (ladja).

VNL-11 Triglav (Večnamenska ladja 11 Triglav) je patruljna ladja Slovenske vojske, izdelana na osnovi sovjetskega (zdaj ruskega) razreda Svetljak (projekt 10412).
Slovenija je ladjo pridobila na podlagi odpisa klirinškega dolga Rusije Sloveniji. Osnovna vrednost ladje je znašala 35 milijonov dolarjev, oprema za upravljanje z ognjem, usposabljanje osebja in strelivo pa dodatnih 7,5 milijonov dolarjev, kar je bilo v celoti poplačano iz klirinškega dolga.
Poleg vojaških nalog, tj. obramba akvatorija in obalnega prostora Slovenije in zaščita morja in varovanje plovnih poti v okviru zavezništva NATO, je ladja namenjena tudi za naloge zaščite in reševanja na morju ter pomoč pri izobraževanju, usposabljanju in raziskovalnem delu.
Patruljno ladjo Triglav poganjajo trije motorji tipa 4000 nemškega proizvajalca MTU Friedrichshafen GmbH, vsak z močjo 2.880 kW.

## Zgodovina
Splavitev ladje je potekala 21. julija 2010, pri čemer je bila krstna botra Elen Twrdy, dekanja Fakultete za pomorstvo in promet v Portorožu.
Ladja je prispela v koprsko pristanišče 21. novembra 2010.
Ladja Triglav se je 15. decembra 2013 pridružila operaciji Italijanske vojne mornarice Mare Nostrum in pomagala pri iskanju in reševanju beguncev na poti v Italijo. Redni posadki so se pridružili dve višji medicinski sestri in pripadnika vojaške policije. Po dobrem mesecu, v katerem med patruljiranjem ni našla ali rešila beguncev, se je ladja 4. februarja 2014 vrnila v Koper. Poleti 2015 je bil opravljen servis v tržaški ladjedelnici.
Oktobra 2015 je ponovno odplula v Sredozemlje, kjer je več mesecev sodelovala v mednarodni operaciji EU proti tihotapcem migrantov NAVFOR MED Sophie. Posadka je 28. oktobra rešila 100 ljudi in onesposobila tihotapsko plovilo. Migrante je predala posadki norveške ladje, ki je izvedla nadaljnje postopke.

### Stanje pred prenovo in preoborožitvijo
Patruljna ladja je na misijah plula oborožena zgolj z dvema mitraljezoma KPV kalibra 14,5 mm, saj je bilo glavno orožje, 6-cevni 30 mm top, zaradi pokvarjene hidravlične črpalke in sistema za upravljanje nedelujoče, zanju pa ministrstvo za obrambo ni zagotovilo rezervnih delov. Tudi protiladijski raketni sistem 9M120 Ataka nikoli ni deloval, prav tako pa niso bile zanj dobavljene rakete.

## Sedanje stanje
V obdobju od 2020 do 2024 je bila patruljna ladja Triglav na remontu v Trstu, kjer so v ladjedelnici Cartubi v suhem doku na njej opravljali obsežnejša obdobna vzdrževalna dela, čiščenje in barvanje trupa, zamenjavo anod galvanske zaščite, druga vzdrževalna dela na motorjih in drugih sklopih, ter redno in investicijsko vzdrževanje.
V ladjedelnici Desan v Turčiji so med drugim na plovilu nadgradili sisteme za gašenje požara, distribucijo in klimatizacijo zraka, upravljanje in nadzor ladijskih sistemov, videonadzorni sistem in sistem za kontrolo ladijskih odprtin.
Načrtuje se še njena preoborožitev, da bo do leta 2026 izpolnjevala minimalne zahteve za sodelovanje v Natovih pomorskih operacijah. Na podlagi najugodnejše ponudbe za izvedbo del preko javnega naročila, je bila za preoborožitev patruljne ladje izbrana ladjedelnica Iskra Brodogradilište 1. v Šibeniku. Kot so pojasnili na ministrstvu, so konkurenčne ponudbe segale do skoraj štirih milijonov evrov, ponudbo pa so podala še podjetja iz Velike Britanije, Grčije in Turčije.

## Poveljniki
- poročnik fregate Andrej Pečar (21. julij 2010–30. maj 2016)
- poročnik bojne ladje Simon Vrabec (30. maj 2016 - 8. maj 2023)
- poročnik bojne ladje Luka Hočevar (8. maj 2023 - danes)